# Park Rodziny Stablewskich w Poznaniu

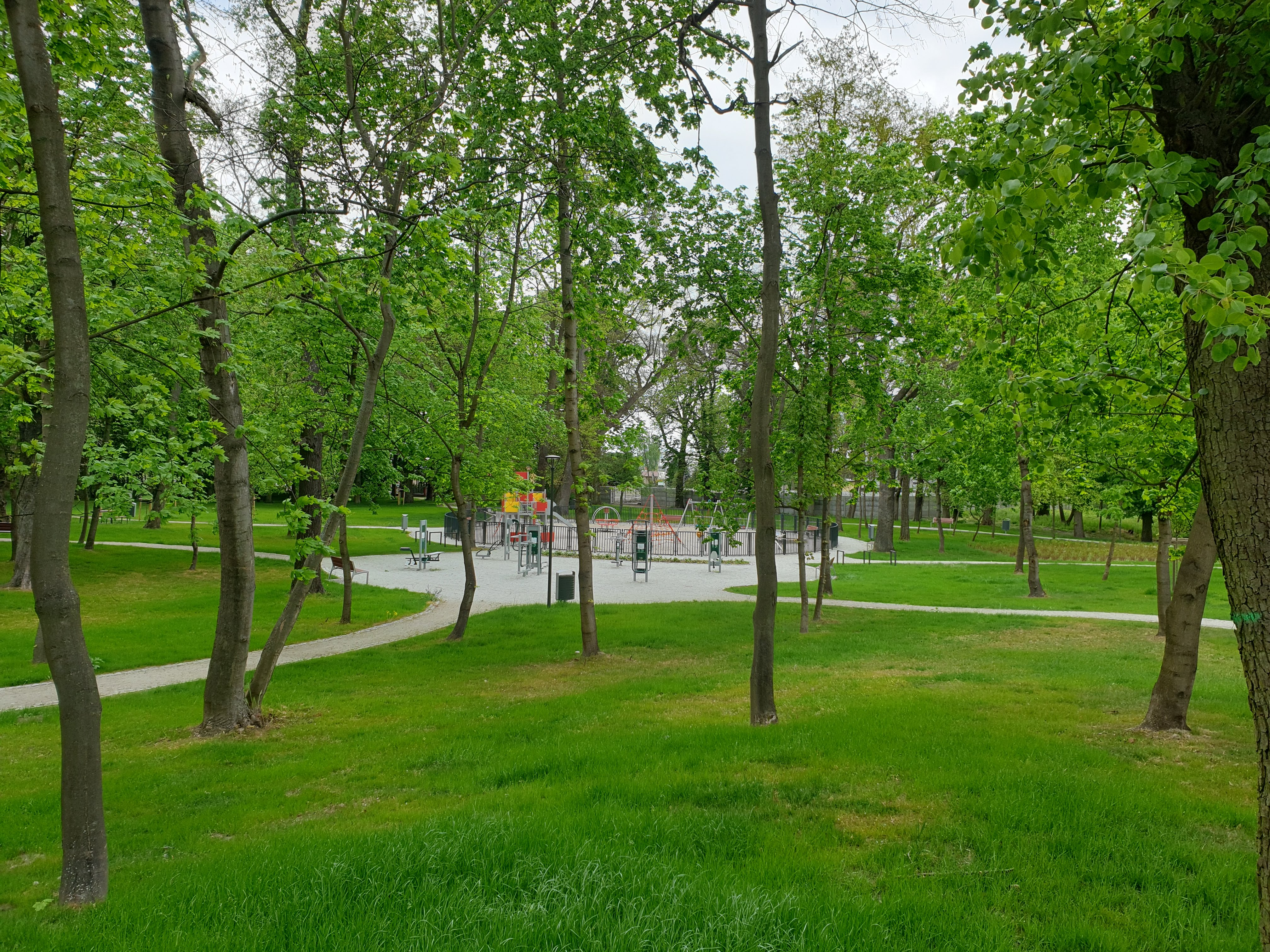
Park przy ulicy Browarnej w Poznaniu (2020)

Park Rodziny Stablewskich, dawniej Park XX-lecia PRL (dokładnie, według tablicy nad wejściem: Park Zabaw i Wypoczynku im. XX Lecia P.R.L. Poznań-Antoninek) – park w Poznaniu zlokalizowany na terenie Antoninka, w kwadracie ulic Browarna – Ludosławy – Janisławy (po zmianie układu ulic w tym rejonie: Chociebora).
Park zaznaczany był na planach od II połowy lat 70. do lat 90. XX wieku. Później nazwa zanikła, a tereny zielone zdziczały i stały się elementem wschodniego klina zieleni. Nazwa upamiętniała 20. rocznicę powstania Polskiej Rzeczypospolitej Ludowej, która była obchodzona w 1964.
W 2015 park został przejęty przez Zarząd Zieleni Miejskiej, a rok później rozpoczęła się rewitalizacja. W jej ramach  posadzono nowe rośliny, w tym 27 drzew, 5126 krzewów i 370 roślin okrywowych, dodatkowo założono 1,8 ha trawników. Park oddano do użytku w roku 2020. Odnowiony park ma powierzchnię 2,1 ha, a koszt realizacji inwestycji wyniósł 2,1 mln zł, przy czym czego 600 tys. zł pochodziło z Poznańskiego Budżetu Obywatelskiego na rok 2019.